# Peter Dubovský (biskup)
Peter Dubovský SJ (28. června 1921, Rakovice – 10. dubna 2008, Ivanka pri Dunaji) byl římskokatolický pomocný biskup banskobystrické diecéze.
Základní školu navštěvoval ve svém rodišti a měšťanskou školu v nedalekém Vrbovém. V roce 1935 začal studovat gymnázium v Trnavě, pokračoval v Ružomberku a v roce 1944 odmaturoval na gymnáziu v Klášteře pod Znievom. Později vstoupil do Tovaryšstva Ježíšova a od roku 1947 začal studovat teologii a filozofii na vysoké škole v Brně.
Na kněze byl vysvěcen tajně 24. prosince 1950. Hned poté ho internovali v koncentračním táboře v Podolínci, odkud nastoupil na základní vojenskou službu v Pomocných technických praporech (PTP). Dne 18. května 1961 přijal v Praze tajně biskupské svěcení. Nejprve odmítl vysvěcení na biskupa s odvoláním na pravidla svého řádu (jezuité mají zakázané přijímat úřady a funkce). Z Říma od papeže Jana XXIII. přišla stručná odpověď: "Je třeba poslouchat". Po tomto přijal biskupské svěcení z rukou Dominika Kaľaty, také tajně vysvěceného biskupa. V roce 1962 ho v procesu s jinými příslušníky řeholí odsoudili a ve vězení byl do roku 1967. Dne 28. října 1967 Dubovský tajně vysvětil Jana Blahu na biskupa, který později vysvětil na biskupa Felixe Maria Davídka. Veřejně se mohl věnovat duchovní činnosti až od roku 1969, ne však jako biskup, ale jen jako kaplan v Nitranském Pravnu a později jako farář v Nové Lehote.
Dne 12. ledna 1991 ho papež Jan Pavel II. jmenoval pomocným biskupem banskobystrické římskokatolické diecéze s titulárním sídlem Carcabia. Od roku 1993 působil jako generální vikář Banskobystrické diecéze. Úřadu se zřekl 30. července 1997 ve věku 76 let a stal se emeritním biskupem.
V letech 1991 až 1999 zastával funkci předsedy Spolku sv. Vojtěcha v Trnavě. V letech 1995–2000 působil ve funkci generálního sekretáře Konference biskupů Slovenska. Pedagogicky působil na Teologické fakultě Trnavské univerzity a na Teologickém institutu v Banské Bystrici – Badíně.
V roce 2005 se přestěhoval do jezuitské komunity v Ivance pri Dunaji. Téhož roku mu byl v rodné obci udělen titul „Čestný občan obce Rakovice“. Zemřel dne 10. dubna 2008 v komunitě Tovaryšstva Ježíšova v Ivance pri Dunaji. Pohřben byl 16. dubna 2008 v Trnavě v kryptě katedrály svatého Jana Křtitele.